# Béla (Salapoumbé)
Pour les articles homonymes, voir Béla.
Bela est un village de la commune de Salapoumbé, situé dans la région de l'Est (Cameroun) et le département de la Boumba-et-Ngoko. Il est limité à l'est par la rivière Sangha, au nord-ouest par l'unité forestière aménagée (UFA) 10-012, à l'ouest par l'UFA 10-010 et au sud, il est séparé du parc national de Lobeké par l'UFA 10-009.

## Population
En 2005, 1 113 habitants sont recensés à Bela. Elle constituée majoritairement de bantous et de  baka

## Infrastructures
Béla est doté notamment, d'un centre privé de santé, d'un réseau d'adduction d'eaud'un foyer communautaire, d'une pépinière, et est alimenté en énergie électrique décentralisée sustentée par les sociétés forestières d'exploitation de bois. Il dispose aussi de quelques écoles maternelles et primaires.